# Де Гуде, Эва
Эва де Гуде (нидерл. Eva de Goede; 23 марта 1989, Зейст, Нидерланды) — нидерландская хоккеистка на траве, игрок национальной сборной Нидерландов. Трёхкратная олимпийская чемпионка (2008, 2012 и 2020), дважды чемпионка мира (2014, 2018); трижды чемпионка Европы и трижды победительница Трофея чемпионов.
Дебютировала за первую сборную страны в семнадцатилетнем возрасте. Кавалер ордена Оранских-Нассау за победу на Олимпиаде 2012. Повышена до звания офицера после победы на Олимпиаде 2020.